# Denys Quistrebert
 (juillet 2018).
Denys Quistrebert, plus connu sous son d'auteur Denys, est un dessinateur de bande dessinée français né à Guérande en 1971.

## Biographie
Denys Quistrebert passe un Bac arts graphiques et intègre l'école nantaise Pivaut, en section graphisme et dessin publicitaire, où il reste trois ans. Il publie des planches chez l'éditeur Cosmic Tripes, ainsi que Jacob Le Transbordeur. Les éditions Delcourt lui proposent le scénario de Comptine d'Halloween en collaboration avec Joël Callède, série publiée à partir de 2000.

## Œuvres
- Jacob Le Transbordeur
- Série Comptine d'Halloween série en trois volumes publiés de 2000 à 2002[1]
- Série Dans la nuit, scénario de Joël Callède, Delcourt coll. « Insomnie », 3 tomes parus de 2003 à 2005 [2],[3],[4],[5]
- La Grande Evasion tome 4 : Fatman, scénario de David Chauvel, dessins de Denys (2013)
- Jour J tome 20 : Dragon Rouge, scénario de Jean-Pierre Pécau, Fred Duval et Fred Blanchard, dessins de Denys, Delcourt coll. « Neopolis » (2015)